# Das Dschungelgeheimnis
Das Dschungelgeheimnis (engl. Original-Titel Jungle Mystery) ist ein zwölfteiliges Serial aus dem Jahr 1932, das 1935 unter demselben Titel als 75-minütiger Spielfilm gezeigt wurde.

## Handlung
Die Romanvorlage The Ivory Trail (Auf dem Elfenbein-Pfad) von Talbot Mundy aus dem Jahr 1919 geht äußerst kritisch mit der deutschen Kolonialpolitik ins Gericht, obwohl Sansibar, der Schauplatz der Abenteuer, niemals deutsche Kolonie war, jedoch kurzzeitig in deren Einflussbereich lag. Gleichwohl wurde das Buch beim Erscheinen unmittelbar nach dem Ersten Weltkrieg mit dem Hinweis beworben, es enthalte "grausige Details" (gruesome details) über die Machenschaften der deutschen Kolonialherren. Anders als im Buch sind im Serial zwei Russen die Bösewichte, die auch vor Mord nicht zurückschrecken, um den sagenhaften Elfenbein-Schatz eines verstorbenen Sklavenhändlers zu finden. Er soll aus 100 000 Stoßzähnen bestehen und irgendwo im Dschungel von Sansibar verborgen sein. Der amerikanische Großwildjäger Kirk Montgomery (Tom Tyler) und dessen Freund Fred Oakes (Noah Beery Jr.) sind dort ebenfalls unterwegs und treffen auf Barbara Morgan (Cecilia Parker) und deren Vater (William Desmond). Die beiden sind auf der Suche nach dem verschollenen Bruder Jack Morgan (Onslow Stevens) und erhalten dabei rasch die Unterstützung ihrer Landsleute. Dabei werden sie alle nicht nur von den geldgierigen Russen Shillow (Philo McCullough) und dessen Helfershelfer Krotzky (Anders Van Haden) bedroht, sondern auch von der ausgesprochen zwielichtigen Belle Waldron (Carmelita Geraghty) und hinterhältigen "Eingeborenen". Während der gegenseitigen Verfolgungsjagd taucht immer wieder das titelgebende, geheimnisvolle, aber offenbar gutmütige Dschungel-Wesen Zungu (Sam Baker) auf, halb Mensch, halb Affe. Die rätselhafte Erscheinung schlägt sich auf die Seite der Morgans.

## Episoden
Die zwölf Episoden, die wie alle Serials mit spektakulären Cliffhangern enden, um das Publikum zum erneuten Kino-Besuch zu motivieren, tragen die Originaltitel
1. Into the Dark Continent
2. The Ivory Trail
3. The Death Stream
4. Poisoned Fangs
5. The Mystery Cavern
6. Daylight Doom
7. The Jaws of Death
8. Trapped by the Enemy
9. The Jungle Terror
10. Ambushed!
11. The Lion’s Fury
12. Buried Treasure

## Produktion
Außer einer Szenenfolge, die im Bronson Canyon im Griffith Park nahe Los Angeles aufgenommen wurde, erfolgten die kompletten Dreharbeiten auf dem Gelände der Universal Studios. Dabei wurden zahlreiche Tieraufnahmen in die Handlung montiert, teilweise wahllos. So sind auch Tiger zu sehen, die in Afrika gar nicht vorkommen. Der sportliche, aber wenig talentierte Hauptdarsteller Tom Tyler war in den 1920er und 1930er Jahren ein bekannter Western- und B-Movie-Held, soll jedoch unter Angst vor Pferden gelitten haben. Noah Beery Jr. hatte erst 1932 einen Vertrag bei Universal unterschrieben und unmittelbar vorher am Serial Heroes of the West mitgewirkt.
Das Material galt als verschollen, bis die Original-Negative in den Archiven von Universal aufgefunden wurden. Nach einer Restaurierung im Jahr 2016 wurden die Episoden und die Spielfilmfassung beim Cineon Classic Film Festival in Hollywood am ersten September-Wochenende 2016 wieder aufgeführt.

## Fernsehausstrahlung
Das Serial wurde ab dem 12. April 1972 in zehn Teilen jeweils mittwochs im Bayerischen Fernsehen im englischen Original mit deutschen Untertiteln ausgestrahlt.